# Seznam zahraničních cest Petera Pellegriniho
Toto je seznam zahraničních cest Petera Pellegriniho v době vykonávání úřadu Prezidenta Slovenské republiky.
Od června 2024 podnikl Pellegrini své zahraniční cesty do těchto zemí:
- 1 návštěva: Belgie

## 2024
| Poř. | Země   | Místo  | Datum      | Podrobnosti                         |
| ---- | ------ | ------ | ---------- | ----------------------------------- |
| 1.   | Belgie | Brusel | 17. června | Účast na summitu EU.                |
| 2.   | Česko  | Praha  | 26. června | Setkání s prezidentem Petrem Pavlem |